# 원종고등학교
원종고등학교(遠宗高等學校)는 대한민국 경기도 부천시 오정구 원종동에 있는 공립 고등학교이다.

## 학교 연혁
- 1990년 3월 2일 : 개교(12학급 623명 입학)
- 2021년 3월 2일 : 학생중심 토론학교 선도학교 운영(2021, 부천교육지원청)
- 2021년 3월 2일 : 온라인 콘텐츠 활용 교과서 선도학교 운영(2021, 교육부)
- 2021년 7월 22일 : 사회교과 특성화학교 운영 재지정(경기도교육청, 2022-2024)
- 2021년 10월 7일 : 혁신학교 지정(경기도교육청, 2022-2026)
- 2023년 3월 1일 : 제14회 강형구 교장 취임
- 2024년 1월 5일 : 제32회 졸업식(9학급 215명 졸업, 총 14,746명)
- 2024년 3월 4일 : 제35회 입학식(9학급 228명 입학)

## 참고 자료
- 원종고등학교 - 한국교육학술정보원 학교알리미